# علی باغمیشه
علی باغمیشه (زاده ۱۷ شهریور ۱۳۵۴، تبریز) بازیکن سابق فوتبال ایران است. او سابقه بازی در تیم‌های تراکتورسازی تبریز، پرسپولیس تهران، پیکان تهران، الاتحاد کلبا و برق شیراز را دارد.
وی سابقه ۱ بازی ملی نیز در کارنامه دارد.